# Apistis
Apistis là một chi bướm đêm thuộc họ Erebidae.